# Okres Chojnice
Okres Chojnice (polsky Powiat chojnicki) je okres v polském Pomořském vojvodství. Rozlohu má 1364 km² a v roce 2024 zde žilo 95 759 obyvatel. Sídlem správy okresu je město Chojnice.

## Gminy
Městská:
- Chojnice

Městsko-vesnické:
- Brusy
- Czersk

Vesnické:
- Chojnice
- Konarzyny

## Města
- Brusy
- Chojnice
- Czersk

## Sousední okresy
| Růžice kompasu | Bytów    | Bytów, Kościerzyna | Kościerzyna | Růžice kompasu |
| Růžice kompasu | Człuchów | Sever              | Starogard   | Růžice kompasu |
| Růžice kompasu | Człuchów | Okres Chojnice     | Starogard   | Růžice kompasu |
| Růžice kompasu | Człuchów | Jih                | Starogard   | Růžice kompasu |
| Růžice kompasu | Sępólno  | Sępólno            | Tuchola     | Růžice kompasu |